# Schimmendorf

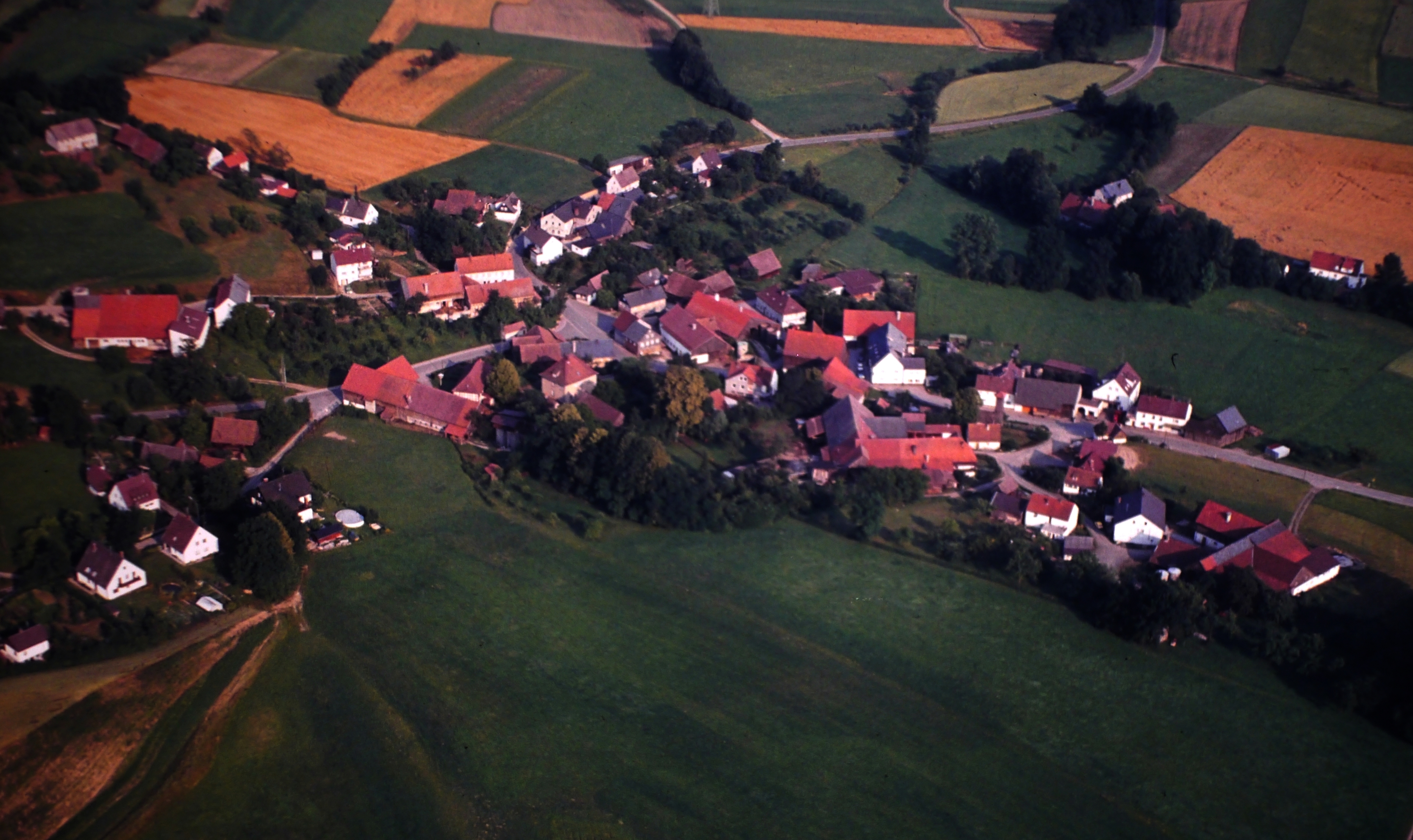
10. Juli 1983

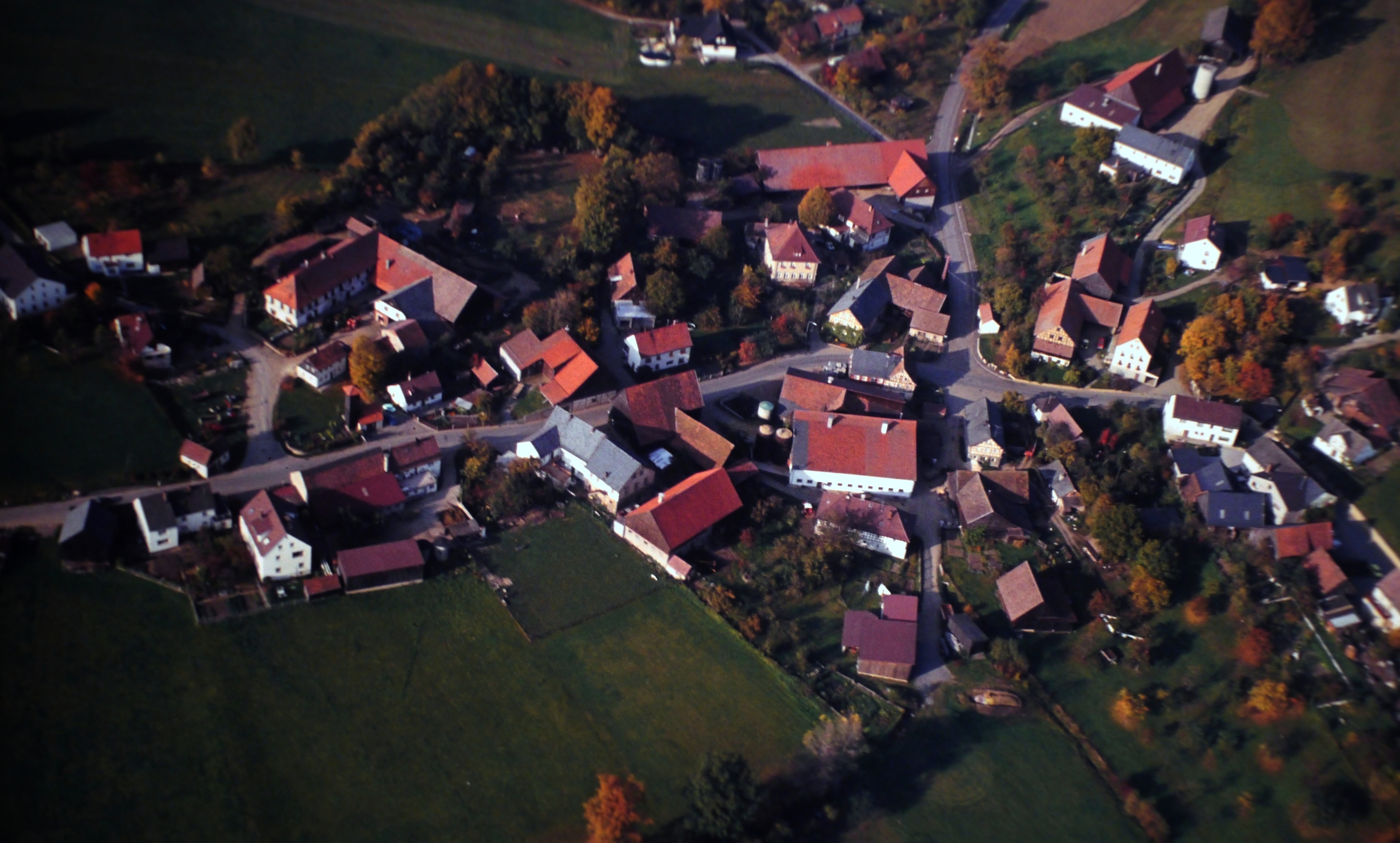
10. Juli 1983

Schimmendorf (oberfränkisch: Schimma-doaf) ist ein Gemeindeteil des Marktes Mainleus im Landkreis Kulmbach (Oberfranken, Bayern). Die Gemarkung Schimmendorf hat eine Fläche von 4,339 km². Sie ist in 429 Flurstücke aufgeteilt, die eine durchschnittliche Flurstücksfläche von 10114,33 m² haben. In ihr liegt neben dem namensgebenden Ort der Gemeindeteil Straß.

## Geografie
Das Dorf liegt am nördlichen Rand des oberen Maintals ungefähr fünf Kilometer nordöstlich des Mains. Durch den Ort fließt der Zentbach, der am Ortsrand entspringt und rechts in den Main mündet. Schimmendorf ist von Acker- und Grünland umgeben, an das sich außer im Süden bewaldete Anhöhen anschließen. Die Kreisstraßen KU 12/LIF 15 führt nach Danndorf (1,7 km südöstlich) bzw. am Lopphof vorbei nach Gärtenroth (2 km südwestlich). Die Kreisstraße KU 33 führt nach Kirchleus zur Bundesstraße 85 (2,6 km nordöstlich). Ein Anliegerweg führt nach Straß (0,8 km nordwestlich).

## Geschichte
Der Ort wurde 1390 als „Schimendorf“ im Urbar des Klosters Langheim erstmals urkundlich erwähnt. Das Bestimmungswort des Ortsnamens ist der Personenname Scimo, dessen Träger vermutlich der Gründer des Ortes war. Im 16. Jahrhundert lag der Ort an der Grenze zwischen dem Hochstift Bamberg und dem Markgraftum Brandenburg-Kulmbach-Bayreuth, die durch den Zentbach markiert wurde.
Gegen Ende des 18. Jahrhunderts gab es in Schimmendorf 42 Anwesen. Das Hochgericht östlich des Zentbachs übte das bayreuthische Stadtvogteiamt Kulmbach aus und westlich des Centbachs das bambergische Centamt Weismain. Die Dorf- und Gemeindeherrschaft war strittig zwischen dem bambergischen Langheimer Amtshof und dem Rittergut Hain. Grundherren waren
- das Fürstentum Bayreuth (8 Anwesen; Kastenamt Kulmbach: 4 Güter, 2 Halbgüter, 1 Söldengut, 1 Tropfgütlein),
- das Hochstift Bamberg (9 Anwesen; Dompropsteiamt Maineck: 1 Gütlein; Langheimer Amtshof: 6 Güter, 1 Tropfgütlein, 1 Haus),
- das Rittergut Danndorf (1 Sölde),
- das Rittergut Hain (22 Anwesen: 1 Wirtshaus, 1 Schmiede, 1 Hof, 8 Güter, 2 Halbgüter, 2 Sölden, 2 Tropfgüter, 5 Tropfhäuser),
- das Rittergut Thurnau (1 Gut, 1 Tropfgütlein) und
- das Seniorat von Künßberg (1 Gut).[8]

Von 1797 bis 1810 unterstand der Ort mit Ausnahme des bambergischen Anwesens dem Justiz- und Kammeramt Kulmbach. Mit dem Gemeindeedikt wurde Schimmendorf dem 1811 gebildeten Steuerdistrikt Kirchleus und der 1812 gebildeten Ruralgemeinde Kirchleus zugewiesen. Mit dem Zweiten Gemeindeedikt (1818) wurde mit Mühlberg und Straß die Ruralgemeinde Schimmendorf gebildet. Sie war in Verwaltung und Gerichtsbarkeit dem Landgericht Kulmbach zugeordnet und in der Finanzverwaltung dem Rentamt Kulmbach (1919 in Finanzamt Kulmbach umbenannt). Ab 1862 gehörte Schimmendorf zum Bezirksamt Kulmbach (1939 in Landkreis Kulmbach umbenannt). Die Gerichtsbarkeit blieb beim Landgericht Kulmbach (1879 in das Amtsgericht Kulmbach umgewandelt). Die Gemeinde hatte eine Fläche von 4,309 km².
Im Zuge der Gebietsreform in Bayern wurde die Gemeinde Schimmendorf zum 1. Januar 1978 in die Gemeinde Mainleus eingegliedert.

### Baudenkmäler
- Haus Nr. 15: Kleinhaus
- Haus Nr. 28: Wohnstallhaus
- Haus Nr. 31: Wohnstallhaus
- Haus Nr. 52: Wohnstallhaus
- Etwa einen Kilometer nördlich befindet sich der Samelstein, ein monolithischer Sandstein mit dem Relief einer menschlichen Figur. Er wurde erstmals im 16. Jahrhundert urkundlich erwähnt.[13]

### Einwohnerentwicklung

#### Gemeinde Schimmendorf
| Jahr      | 1818  | 1840   | 1852   | 1855   | 1861   | 1867   | 1871   | 1875   | 1880   | 1885   | 1890   | 1895   | 1900   | 1905   | 1910   | 1919   | 1925   | 1933   | 1939   | 1946   | 1950   | 1952   | 1961   | 1970   |
| Einwohner | 183   | 241    | 236    | 233    | 248    | 285    | 272    | 269    | 256    | 253    | 251    | 242    | 230    | 224    | 204    | 202    | 200    | 183    | 171    | 230    | 234    | 222    | 182    | 181    |
| Häuser    | 35    |        |        |        |        |        | 41     |        |        | 43     | 42     |        | 37     |        |        |        | 36     |        |        |        | 34     |        | 37     |        |
| Quelle    | [ 9 ] | [ 15 ] | [ 15 ] | [ 15 ] | [ 16 ] | [ 17 ] | [ 18 ] | [ 19 ] | [ 20 ] | [ 21 ] | [ 22 ] | [ 15 ] | [ 23 ] | [ 15 ] | [ 24 ] | [ 15 ] | [ 25 ] | [ 15 ] | [ 15 ] | [ 15 ] | [ 26 ] | [ 15 ] | [ 10 ] | [ 27 ] |

#### Ort Schimmendorf
| Jahr      | 001809 | 001818 | 001861 | 001871 | 001885 | 001900 | 001925 | 001950 | 001961 | 001970 | 001987 | 002012 |
| Einwohner | 203 *  | 183    | 238    | 263    | 242    | 227    | 195    | 226    | 179    | 179    | 147    | 153    |
| Häuser    |        |        |        | 35     | 41     | 36     | 35     | 33     | 36     |        | 35     |        |
| Quelle    | [ 28 ] | [ 9 ]  | [ 16 ] | [ 18 ] | [ 21 ] | [ 23 ] | [ 25 ] | [ 26 ] | [ 10 ] | [ 27 ] | [ 29 ] | [ 1 ]  |

## Religion
Der Ort ist seit der Reformation evangelisch-lutherisch geprägt und war ursprünglich nach St. Maria Magdalena (Kirchleus) gepfarrt, ab dem 19. Jahrhundert war die Pfarrei St. Maria, St. Petrus und Paulus (Gärtenroth) zuständig, seit der zweiten Hälfte des 20. Jahrhunderts ist er teilweise wieder nach Kirchleus gepfarrt.